# Johann Christian Kirchner
Johann Christian Kirchner (Merseburg, 17 agosto 1691 – Dresda, 28 dicembre 1732) è stato uno scultore tedesco attivo alla corte sassone.

## Biografia
Nel 1712 giunse a Dresda e lavorò nel laboratorio di scultura di Balthasar Permoser allo Zwinger, dove realizzò diverse sculture. Si tratta dei putti gioielli nel bagno delle ninfe, sei putti con delfini nel bagno delle ninfe, pesci zampillanti nel bagno delle ninfe, ninfa con il bouquet di fiori, gruppo di figure Nettuno e Anfiteatro e il gruppo di figure Tritone e Nereide. Anche il gruppo dei quattro venti è suo: sul lato del cortile il vento del sud con Iris il messaggero degli dei ed Euris il vento dell'est con Eos, divinità dell'alba. Sul lato del muro Zefiro il vento dell'ovest con Chloeis la portatrice di fiori e Borea, il vento del nord con sua moglie Orizia.
Nel 1717 fu nominato scultore di corte e, nel 1720, gli fu concessa la cittadinanza di Dresda. Kirchner morì nel 1732 e fu sepolto nel cimitero di Elias a Dresda nel campo A 27-14. Progettò lui stesso la sua tomba e suo fratello, Johann Gottlieb Kirchner, la completò dopo la sua morte. Oggi il monumento funebre si trova nel palazzo nel Grande Giardino.

## Opere
- 1719: Sculture Meleagro e Atalanta e Venere e Adone nel Grande Giardino, Dresda.
- Gruppi nel Grande Giardino degli Ortostati, Dresda
- 1726: Epitaffio per Johann Friedrich Karcher, Chiesa Leubnitzer, Dresda
- 1726: decorazioni di figure nel giardino barocco di Großsedlitz
- 1727: decorazioni della terrazza, con Johann Benjamin Thomae, al castello di Moritzburg
- 1727–31: teste di cervi e renne nel castello di Moritzburg
- 1730: Hermen nel cortile barocco del palazzo giapponese, Dresda
- 1727-31: Piedistallo per Crocifisso di Zacharias Longuelune, Ponte di Augusto, Dresda
- 1732: la sua tomba con un autoritratto in rilievo, Eliasfriedhof Dresden, eseguita da suo fratello Johann Gottlieb Kirchner